# Młotogłów wielkogłowy
Młotogłów wielkogłowy, wielkogłów, pies młotogłowy (Hypsignathus monstrosus) – gatunek ssaka z podrodziny Rousettinae w obrębie rodziny rudawkowatych (Pteropodidae).

## Systematyka
Takson po raz pierwszy zgodnie z zasadami nazewnictwa binominalnego został opisany przez amerykańskiego zoologa Harrisona Allena w 1861 roku w czasopiśmie Proceedings of the Academy of Natural Sciences of Philadelphia pod nazwą Hypsignathus monstrosus. Jako miejsce typowe odłowu holotypu autor wskazał Gabon. H. Allen utworzył również rodzaj młotogłów (Hypsignathus) którego H. monstrosus jest jedynym przedstawicielem.

## Etymologia
- Hypsignathus: gr. ὑψι hupsi „wysoko, w górze”; γναθος gnathos „żuchwa”[10].
- Sphyrocephalus (Zygaenocephalus[b] – gr. ζυγαινα zugaina „głowomłot”): gr. σφυρα sphura „młot, bijak”; -κεφαλος -kephalos „-głowy”, od κεφαλη kephalē „głowa”[12].
- monstrosus: łac. monstruosus „dziwaczny, potworny”, od monstrum „boski omen zwiastujący nieszczęście”[13].
- labrosus: łac. labrosus „z dużymi ustami”, od labrum „warga”, od lambere „lizać”[14].
- macrocephalus: gr. μακροκεφαλος makrokephalos „długogłowy”, od μακρος makros „długi”; -κεφαλος -kephalos „-głowy”, od κεφαλη kephalē „głowa”[15].

## Zasięg występowania
Młotogłów wielkogłowy występuje w zachodniej i środkowej Afryce od Gwinei na wschód do Sudanu Południowego, Etiopii, Ugandy i zachodniej Kenii oraz na południe do Demokratycznej Republiki Konga i północno-zachodniej Angoli: obserwowany także na wyspie Bioko.

## Morfologia
Największy nietoperz Afryki. Długość ciała (bez ogona) samic 165–255 mm, samców 160–297 mm, brak ogona, długość ucha samic 25–38 mm, samców 30–41 mm, długość tylnej stopy samic 25–36 mm, samców 36–40 mm, długość przedramienia samic 112–127 mm, samców 120–139 mm; masa ciała samic 207–302 g, samców 291–419 g. Wzór zębowy: I {\displaystyle {\tfrac {2}{2}}} C {\displaystyle {\tfrac {1}{1}}} P {\displaystyle {\tfrac {2}{3}}} M {\displaystyle {\tfrac {1}{2}}} = 28.

### Genetyka
Garnitur chromosomowy wynosi 2n = 36 i FNa = 68, z 13 parami dużych lub małych chromosomów metacentrycznych lub submetacentrycznych i czterema parami średniej wielkości submetacentrycznych lub subtelocentrycznych autosomów. Chromosom X jest submetacentryczny lub subtelocentryczny, a chromosom Y jest prawdopodobnie małym chromosomem subtelocentrycznym.